# Geudubang Aceh
Geudubang Aceh is een bestuurslaag in het regentschap Langsa van de provincie Atjeh, Indonesië. Geudubang Aceh telt 4011 inwoners (volkstelling 2010).